# Campo di concentramento di Sisak
Il campo di concentramento di Sisak fu un campo di concentramento gestito dalle forze dell'Asse  durante la seconda guerra mondiale. Operativo dal 1941 al 1945, era situato nella città omonima, nello stato fantoccio noto come Stato Indipendente di Croazia.
Il campo fu composto da due sottocampi, il Sisak I e il Sisak II. Il primo fu istituito nel 1941 e fu utilizzato per internare gli adulti destinati ai lavori forzati nel Reich, mentre il secondo fu utilizzato per trattenere i bambini serbi, e in misura minore ebrei e rom, che furono separati dai genitori a causa del corso del conflitto.
Sisak I fu amministrato dai tedeschi, mentre Sisak II fu amministrato dagli Ustaše, con alcune guardie tedesche a guardia del perimetro: quest'ultimo divenne operativo nel luglio-agosto 1942, ricevendo un gruppo di bambini che erano stati precedentemente detenuti a Mlaka.
Le condizioni di vita nel campo per i bambini furono precarie, causando così un alto tasso di mortalità. Secondo i sopravvissuti, alcuni bambini furono uccisi ricevendo del latte avvelenato o della pappa con aggiunta soda caustica. In altre occasioni, il comandante del campo Antun Najžer ha somministrato ai bambini delle iniezioni letali.
Migliaia di bambini sono stati salvati dal campo a seguito dei soccorsi guidati dall'operatrice umanitaria Diana Budisavljević e dalla resistenza locale comunista. Sisak II fu sciolto nel gennaio 1943: il numero esatto di bambini che vi morirono è sconosciuto, ma le stime vanno da 1.160 a 1.600, in gran parte a causa della fame, della sete, del tifo e dell'abbandono. Nell'aprile 1944 i tedeschi cedettero il controllo di Sisak I agli Ustaše. Fu chiuso nel gennaio 1945 e i restanti detenuti furono inviati a Jasenovac.
Nel settembre 1946, Najžer fu processato per il suo coinvolgimento nelle atrocità avvenute nel campo contro i bambini e condannato a morte per fucilazione. I memoriali che commemorano le vittime del campo furono demoliti all'inizio degli anni '90, durante la guerra d'indipendenza croata. La scultura della sopravvissuta al campo Gabrijela Kolar è stata risparmiata, ma da allora si trova in stato di abbandono. Nella Croazia post-indipendenza, l'edificio principale del campo è stato trasformato in un cinema e ribattezzato Cubo di cristallo dell'allegria.

## Contesto storico

### Periodo tra le due guerre
Le tensioni etniche tra serbi e croati aumentarono in seguito all'istituzione del Regno di Jugoslavia all'indomani della prima guerra mondiale. Durante il periodo tra le due guerre, molti croati iniziarono a risentirsi dell'egemonia politica serba nello stato di nuova costituzione, il che portò all'approvazione di una legislazione che favorì gli interessi politici, religiosi e commerciali dei serbi. La tensione divampò nel 1928, in seguito all'uccisione di cinque deputati parlamentari croati da parte del politico serbo montenegrino Puniša Račić all'interno del parlamento. Due deputati morirono sul colpo e altri due rimasero feriti riuscendo a sopravvivere; il quinto, il leader dell'opposizione Stjepan Radić, fu ferito e morì quasi due mesi dopo per le complicazioni attribuite alla sparatoria.
Nel gennaio 1929, il re Alessandro I istituì una dittatura reale e ribattezzò il paese Jugoslavia. Poco dopo, il politico croato Ante Pavelić diede vita al movimento degli Ustaše, un movimento nazionalista e fascista croato che cercò di ottenere l'indipendenza croata con mezzi violenti. Gli Ustaše furono banditi in Jugoslavia, ma ricevettero assistenza segreta dall'Italia di Benito Mussolini, che aveva pretese territoriali in Istria e Dalmazia. Gli Ustaše compirono una serie di azioni volte a minare l'integrità della Jugoslavia, in particolare fomentando la rivolta del Velebit nel 1932 e l'assassinio del re Alessandro I a Marsiglia nel 1934. Dopo l'assassinio di Alessandro I, i leader più anziani del movimento degli Ustaše, incluso Pavelić, furono processati in contumacia sia in Francia che in Jugoslavia e condannati a morte, ma ricevettero la protezione da Mussolini e così sfuggirono la cattura.

### Invasione della Jugoslavia
Dopo l'Anschluss del marzo 1938, durante la quale la Germania annesse l'Austria, la Jugoslavia arrivò a condividere il confine nord-occidentale con la Germania e cadde sotto una crescente pressione quando i suoi vicini si allinearono con le potenze dell'Asse. Nell'aprile del 1939 l'Italia invase e occupò l'Albania, stabilendo così un secondo confine terrestre con la Jugoslavia.
Allo scoppio della seconda guerra mondiale, il governo reale jugoslavo dichiarò la sua neutralità. Tra settembre e novembre 1940, Ungheria e Romania aderirono al Patto Tripartito, allineandosi con l'Asse, e l'Italia invase la Grecia. La Jugoslavia era ormai quasi completamente circondata dalle potenze dell'Asse e dai loro satelliti, e la sua posizione neutrale nei confronti della guerra divenne tesa. Alla fine del febbraio 1941, la Bulgaria aderì al Patto. Il giorno successivo, le truppe tedesche entrarono in Bulgaria dalla Romania, chiudendo l'anello intorno alla Jugoslavia.
Con l'intenzione di proteggere il suo fianco meridionale per l'imminente attacco all'Unione Sovietica, il dittatore tedesco Adolf Hitler iniziò a esercitare forti pressioni sulla Jugoslavia affinché si unisse all'Asse. Il 25 marzo 1941, dopo un certo ritardo, il governo reale jugoslavo firmò il Patto. Due giorni dopo, un gruppo di ufficiali nazionalisti serbi e filo-occidentali della Regia aeronautica jugoslava (JKRV) depose il reggente del paese, il principe Paolo, con un colpo di Stato incruento. Posero sul trono il nipote adolescente Pietro e portarono al potere un apparente governo di unità nazionale guidato dal capo della JKRV, il generale Dusan Simović. Il colpo di Stato fece infuriare Hitler, che desiderò smantellare irrevocabilmente la Jugoslavia, che definì una "costruzione di Versailles". Ordinò immediatamente l'invasione del paese, iniziata il 6 aprile.

### Creazione dell'NDH

Una mappa raffigurante l'occupazione e la spartizione della Jugoslavia, 1941–1943

La Jugoslavia fu rapidamente sopraffatta dalla forza combinata delle potenze dell'Asse e si arrese in meno di due settimane. Il governo e la famiglia reale andarono in esilio e il paese fu occupato e smembrato dai suoi vicini. La Serbia fu ridotta ai suoi confini prebellici e occupata direttamente dalla Germania. I territori abitati dai serbi a ovest del fiume Drina furono incorporati nello stato fantoccio dell'Asse noto come Stato Indipendente di Croazia (in croato: Nezavisna država Hrvatska; NDH), che comprendeva la maggior parte della Croazia moderna, tutta la moderna Bosnia Erzegovina e alcune regioni della Serbia moderna. L'istituzione dell'NDH fu annunciata il 10 aprile via radio da Slavko Kvaternik, un ex ufficiale dell'esercito austro-ungarico che era stato in contatto con i nazionalisti croati all'estero.
Pavelić entrò nell'NDH il 13 aprile raggiungendo Zagabria due giorni dopo. Lo stesso giorno, Germania e Italia hanno esteso il riconoscimento diplomatico all'NDH. Pavelić assunse il controllo e si è conferito il titolo di Poglavnik ("leader").
Al momento della sua istituzione, l'NDH aveva una popolazione di 6,5 milioni di abitanti, di cui circa la metà erano croati. Era anche abitata da quasi due milioni di serbi, che costituivano circa un terzo della sua popolazione totale. Tuttavia, ai serbi, insieme ad altri che gli Ustascia ritenevano "indesiderabili", come ad esempio ebrei e rom, fu negata la cittadinanza sulla base del fatto che non erano ariani, e furono presi provvedimenti immediati per cancellare dalla sfera pubblica la presenza dell'alfabeto cirillico. Il 17 aprile, gli Ustaše istituito la legge che legittimava l'istituzione dei campi di concentramento e la fucilazione di massa degli ostaggi nell'NDH: complessivamente, furono istituiti trenta campi di concentramento in tutta la NDH.

## Storia

### Sisak I
La città di Sisak, vicino alla confluenza dei fiumi Sava e Kupa, si trova a più di 48 chilometri a sud-est di Zagabria. Durante la guerra, la città ospitò due sottocampi, inizialmente amministrati congiuntamente dalle autorità dell'NDH e dal Commissario tedesco in Croazia (in tedesco: Deutscher Bevollmächtigter General in Kroatien).
Il primo sottocampo, Sisak I, fungeva da campo di transito per migliaia di serbi, bosniaci e rom catturati che dovevano essere deportati per svolgere i lavori forzati nel Reich. Chiamato eufemisticamente "campo di transito per profughi" dai suoi amministratori, fu fondato su una parte della fabbrica abbandonata di Teslić, che era circondata dal filo spinato. Le autorità tedesche inviarono alcuni dei prigionieri normodotati da Sisak I al campo di concentramento di Sajmište, direttamente oltre il confine; gli altri prigionieri incontrarono destini diversi in diversi campi tedeschi, come Augusta, Auschwitz, Dachau, Mauthausen e Salzgitter; altri ancora furono inviati nei campi gestiti dai tedeschi nella Norvegia occupata.
Sisak I fu ampliato nel 1942 con la costruzione di altre sette baracche. L'anno successivo aveva una capacità totale di 5.000 persone. Le autorità tedesche cedettero il controllo di Sisak I all'NDH e agli Ustaše nell'aprile 1944. Il campo fu infine chiuso nel gennaio 1945, con i restanti detenuti inviati a Jasenovac, il più grande dei campi degli Ustaše.

### Sisak II

#### Istituzione

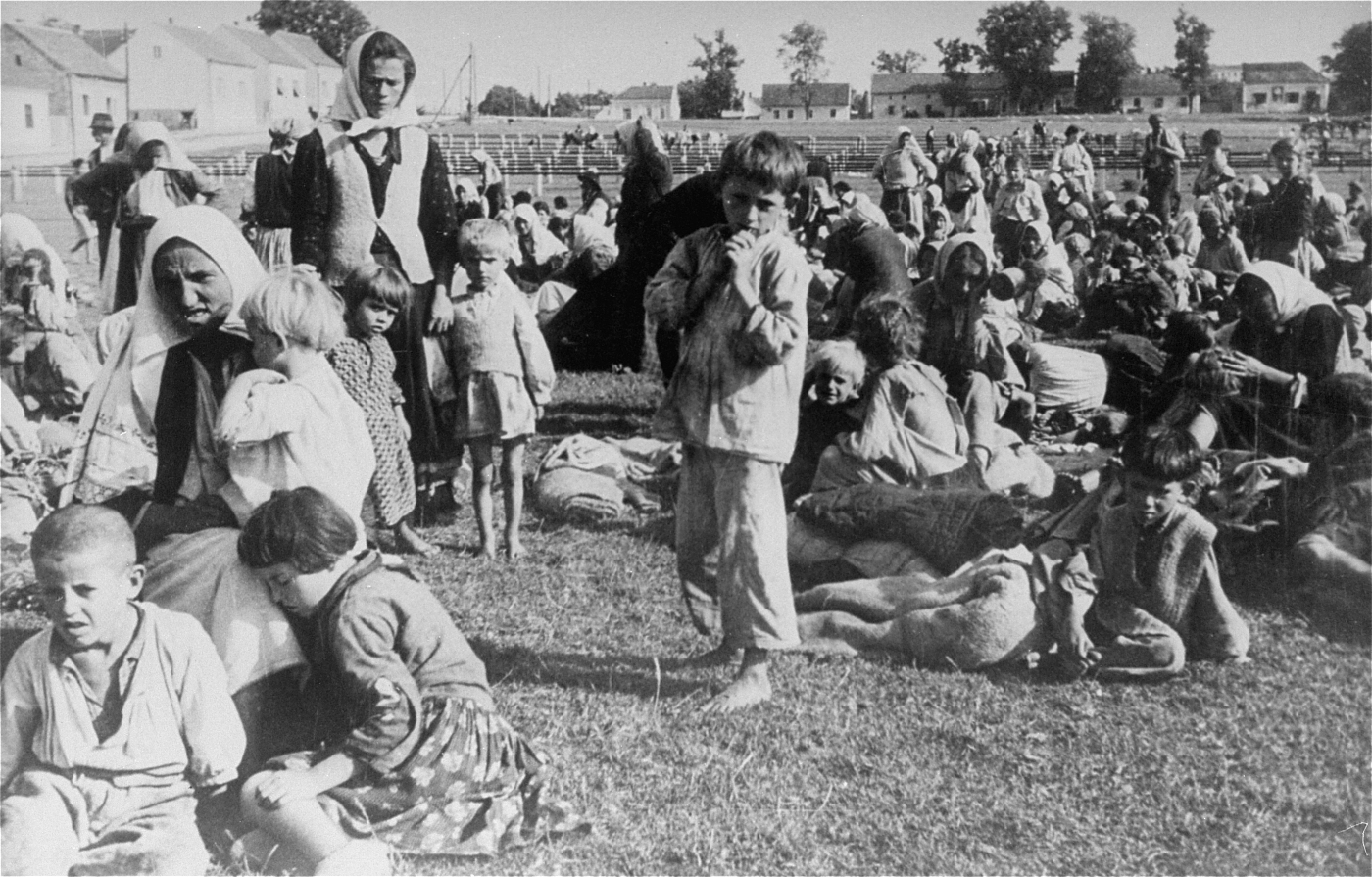
Donne e bambini serbi sfollati in seguito all'offensiva di Kozara, 1942

Il secondo sottocampo, Sisak II, fu riservato a coloro che erano ritenuti non idonei al lavoro forzato. I suoi operatori lo chiamavano eufemisticamente "centro di accoglienza per bambini e rifugiati" o "rifugio per bambini rifugiati".
Secondo lo storico Joseph Robert White, i primi 1.200 bambini arrivarono dal sottocampo di Mlaka il 29 luglio 1942, con i successivi trasferimenti da Jasenovac V (Stara Gradiška) e Jastrebarsko avvenuti in agosto. Secondo gli storici Paul R. Bartrop ed Eve E. Grimm, Sisak II fu ufficialmente istituito il 3 agosto 1942, in seguito all'Operazione Kozara (in tedesco: Operazione West-Bosnien). Il primo gruppo di 906 bambini è arrivato a Sisak II il 3 agosto, secondo Bartrop e Grimm, con altri 650 bambini in arrivo il giorno successivo e un terzo gruppo di 1.272 il 6 agosto.
Gli Ustaše hanno disperso i bambini di Sisak II tra le suore del convento di Saint Vincent, un sito che in precedenza apparteneva alla società ricreativa jugoslava Sokol, le saline di Reis e una scuola elementare nel quartiere di Novi Sisak. I bambini di età inferiore ai tre anni furono detenuti nel convento, mentre quelli di età compresa tra i quattro e i cinque anni furono confinati nelle saline.
Sisak II fu amministrato dal medico Antun Najžer. Il comandante delle guardie del campo fu un individuo di cognome Faget. Anche le guardie Ustaše femminili presero parte alla supervisione del campo. Il Sicherheitsdienst tedesco (SD) inviò un rappresentante a Sisak e i gendarmi tedeschi fornirono la sicurezza intorno ai due sottocampi e alla ferrovia adiacente.

#### Condizioni del campo e soccorsi

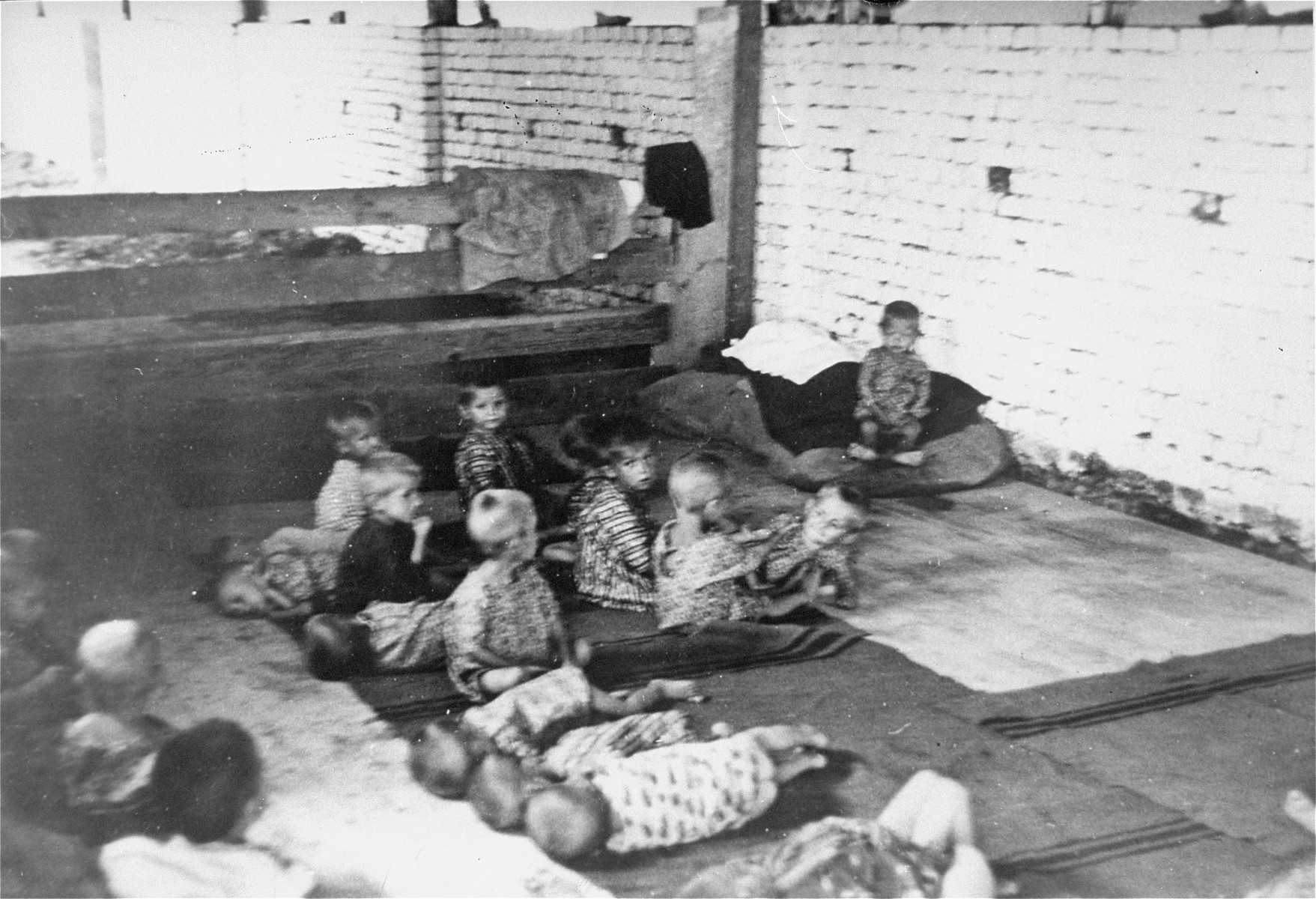
Bambini prigionieri a Sisak II

Nonostante gli sforzi degli operatori umanitari come Diana Budisavljević e altri, a Sisak II in alcuni giorni morirono fino a 40 bambini. I pacchi alimentari inviati dalla Croce Rossa non sono mai arrivati ai bambini.
Alla fine di settembre 1942, il campo ospitava 4.720 bambini. Le cattive condizioni igieniche e la mancanza di cure hanno determinato un tasso di mortalità molto alto tra i bambini: i bambini venivano fatti dormire per terra e la malnutrizione e la dissenteria erano all'ordine del giorno.
Dei 162 bambini ricoverati nell'ospedale di Zagabria nel corso del 1942, 145 morirono. Molti furono precedentemente internati a Sisak. Nell'agosto e nel settembre 1942, si stima che Sisak II contenesse 3.971 bambini prigionieri. Alcuni dei bambini del campo furono uccisi da iniezioni letali, amministrate personalmente da Najžer. Secondo i sopravvissuti, altri furono uccisi con la pappa cucinata con soda caustica. Un'ex prigioniera ha ricordato come sua sorella "venne colpita da febbre alta e vomito" e morì dopo aver bevuto del latte avvelenato.
Il funzionario dell'NDH Ante Dumbović scrisse un rapporto in cui riferì che le suore incaricate di prendersi cura dei bambini non conoscevano nemmeno i loro nomi: ciò spinse Dumbović a posizionare delle piastrine di metallo attorno al collo dei bambini con i loro nomi incisi.
Le pessime condizioni di vita a Sisak II hanno scioccato molti osservatori, tra cui Dumbović, nonché i rappresentanti della Croce Rossa croata. Dumbović documentò le condizioni a Sisak con la sua macchina fotografica, scattando 755 fotografie dei bambini emaciati, alcuni morti o morenti, e altri sdraiati nudi sul pavimento. Al momento della sua ispezione, Dumbović scoprì che nel campo erano morti 956 bambini, di cui solo 201 poterono essere identificati per nome. Tre donne affiliate alla Croce Rossa croata (Jana Koch, Vera Luketić e la madre di Luketić, Dragica Habazin) visitarono Sisak II nel settembre 1942 e intervistarono Najžer: negò che alcuno dei detenuti stesse soffrendo, a parte alcuni internati della scuola elementare descritti come "malati".
Molti bambini furono soccorsi dalla resistenza comunista, che trovarono loro lavoro come domestici o braccianti agricoli. I soccorritori spesso lavoravano con nomi in codice in celle segrete, coordinando le loro attività dalle fattorie e dalle case degli aristocratici locali. Circa 2.200 bambini sono stati reinsediati a Zagabria, mentre le famiglie di Sisak e dei villaggi circostanti hanno accolto 1.630 bambini salvati dal campo.
In alcuni casi i bambini sono stati affidati ai genitori o ai parenti più stretti, mentre molti altri furono mandati in affidamento: molti furono battezzati nella fede cattolica romana o a causa della politica di conversione forzata dell'NDH o per convenienza.

#### Dissoluzione
L'8 gennaio 1943, Sisak II fu chiuso e gli altri bambini prigionieri furono mandati a Zagabria. Nel corso della sua esistenza, un totale di 6.693 bambini tra serbi, ebrei e rom, passarono attraverso Sisak II, secondo Bartrop e Grimm. White colloca il numero di bambini detenuti a 7.000 individui. Sempre secondo Bartrop e Grimm, nel campo morirono tra 1.160 e 1.500 bambini, in gran parte a causa del tifo. White stima che tra 1.200 e 1.600 bambini morirono di fame, sete, tifo e abbandono.

## Eredità
La storica Jelena Subotić ha definito Sisak un campo "unicamente mostruoso". Il giornalista Nikola Vukobratovic descrive il trattamento dei bambini a Sisak II come "una delle più grandi tragedie" nella storia della città. L'8 settembre 1946, Najžer fu processato per il suo coinvolgimento nelle atrocità avvenute a Sisak II e condannato a morte per fucilazione. Nell'ottobre 2014, il sopravvissuto all'Olocausto Branko Lustig, che ha prodotto il film Schindler's List, ha partecipato a una cerimonia commemorativa delle vittime del campo di Sisak. "Abbiamo avuto un trattamento simile [ad Auschwitz] da bambini a... Sisak", ha osservato Lustig, "Avevano il dottor Najžer, noi avevamo il famigerato dottore Mengele."
Dopo la guerra, i genitori sopravvissuti ai lavori forzati nel Reich tornarono in Jugoslavia e iniziarono a cercare i loro figli. I registri tenuti da Budisavljević, contenenti le informazioni su ogni bambino detenuto a Sisak, furono confiscati dal Dipartimento per la protezione delle persone (in serbo-croato: Odeljenje za zaštitu naroda, OZNA) impedendo a molte famiglie di riunirsi.
Secondo la storica Nataša Mataušić, la maggior parte dei bambini adottati dai campi come Sisak non è mai venuta a conoscenza delle proprie famiglie biologiche o delle circostanze della loro adozione. Altri, come il sopravvissuto al campo Božo Judaš, hanno scelto di continuare a identificarsi come croati anche dopo aver scoperto le loro origini:"Alcuni mi hanno chiesto come mai mi identifico come croato, anche se i miei genitori biologici erano quasi certamente serbi", ha osservato Judaš, "È abbastanza semplice: senza il mio padre adottivo croato, non sarei vivo".
Una targa commemorativa fu svelata alle Saline di Reis nel 1954. Nel 1964, una scultura dell'artista e sopravvissuta al campo Gabrijela Kolar, intitolata Giochi incompiuti (in serbo-croato: Nedovršene igre), fu svelata in uno degli ex siti dei campi, che da allora furono trasformati in parco pubblico e parco giochi. "Un tale concetto era intenzionale", secondo l'accademica Sanja Horvatinčić, "e aveva lo scopo di consolare e dare speranza ai sopravvissuti alla guerra e ai visitatori che devono affrontare la brutale storia del sito". Giochi incompiuti raffigura sette bambini che Kolar aveva incontrato mentre lei stessa era detenuta nel campo.
Un cimitero contenente le tombe dei bambini che hanno perso la vita nel campo è stato abbellito nel 1974. I monumenti che commemorano i bambini morti, come quelli delle saline di Reis e del Centro culturale di Sisak, sono stati distrutti all'inizio degli anni '90, durante la guerra d'indipendenza croata. La scultura di Kolar è stata risparmiata, ma da allora è caduta in uno stato di abbandono, anche il cimitero dei bambini ha subito un destino simile. Nella Croazia post-indipendenza, l'edificio principale del campo di Sisak è stato trasformato in un cinema e ribattezzato Cubo di cristallo dell'allegria (in croato: Kristalna kocka vedrine).

### Libri
- Paul R. Bartrop e Eve E. Grimm, Children of the Holocaust, Santa Barbara, California, ABC-CLIO, 2020, ISBN 978-1-44086-853-5.
- Ivo Goldstein, Croatia: A History, Montreal, Canada, McGill-Queen's University Press, 1999, ISBN 978-0-7735-2017-2.
- Marko Attila Hoare, The History of Bosnia: From the Middle Ages to the Present Day, Londra, Saqi, 2007, ISBN 978-0-86356-953-1.
- Birgit Mair, They Survived Two Wars: Bosnian Roma as Civil War Refugees in Germany, in Alexander von Plato, Almut Leh, Christoph Thonfeld (a cura di), Hitler's Slaves: Life Stories of Forced Labourers in Nazi-Occupied Europe, New York, Bergahn Books, 2010,  pp. 177-187, ISBN 978-1-84545-990-1.
- Nataša Mataušić, Diana Budisavljević: The Silent Truth, in Gorana Ognjenović, Jasna Jozelić (a cura di), Tito's Yugoslavia, Stories Untold, Revolutionary Totalitarianism, Pragmatic Socialism, Transition, vol. 1, New York, Springer, 2016,  pp. 49-98, ISBN 978-1-1-3759-743-4.
- Paul Mojzes, Balkan Genocides: Holocaust and Ethnic Cleansing in the 20th Century, Lanham, Maryland, Rowman & Littlefield, 2011, ISBN 978-1-4422-0665-6.
- Stevan K. Pavlowitch, Hitler's New Disorder: The Second World War in Yugoslavia, Londra, Hurst & Company, 2008, ISBN 978-1-85065-895-5.
- Sabrina P. Ramet, The Three Yugoslavias: State-Building and Legitimation, 1918–2005, Bloomington, Indiana, Indiana University Press, 2006, ISBN 978-0-253-34656-8.
- Walter R. Roberts, Tito, Mihailović and the Allies 1941–1945, Durham, North Carolina, Duke University Press, 1973, ISBN 978-0-8223-0773-0.
- Jelena Subotić, Yellow Star, Red Star: Holocaust Remembrance after Communism, Ithaca, New York, Cornell University Press, 2019, ISBN 978-1-50174-241-5.
- Jozo Tomasevich, War and Revolution in Yugoslavia, 1941–1945: Occupation and Collaboration, Stanford, California, Stanford University Press, 2001, ISBN 978-0-8047-3615-2.
- Joseph Robert White, Sisak I and II, in Geoffrey P. Megargee, Joseph R. White (a cura di), Camps and Ghettos under European Regimes Aligned with Nazi Germany, The United States Holocaust Memorial Museum Encyclopedia of Camps and Ghettos, 1933–1945, III, Bloomington, Indiana, Indiana University Press, 2018,  pp. 73-75, ISBN 978-0-25302-386-5.

### Articoli
- (SR) Radio Television of Vojvodina, Komemoracija za decu žrtve ustaškog logora u Sisku, su rtv.rs, 6 ottobre 2012. URL consultato il 26 agosto 2021.
- Sven Milekic, WWII Children's Concentration Camp Remembered in Croatia, su Balkan Insight, 6 ottobre 2014. URL consultato il 26 agosto 2021.
- Nikola Vukobratovic, Memory Loss: The Campaign to Whitewash Croatia's WWII Children's Camps, su Balkan Insight, 7 agosto 2019. URL consultato il 26 agosto 2021.
- Paul Watson, The Heirs to Kindness in Croatia, in Los Angeles Times, 24 luglio 2000. URL consultato il 26 agosto 2021 (archiviato dall'url originale il 14 febbraio 2010).